# Sperrylite
La sperrylite (simbolo IMA: Spy) è un minerale piuttosto raro della classe dei minerali di "solfuri e solfosali (inclusi seleniuri, telluridi, arsenidi, antimonidi, bismutidi, sulfarseniti, sulfantimoniti, sulfbismutiti)". La sua composizione chimica è PtAs2, cioè è un arseniuro di platino o, più precisamente, un biarseniuro di platino. Il minerale appartiene al gruppo della pirite.

## Etimologia e storia
La sperrylite fu scoperta per la prima volta nella miniera di Vermilion vicino a Denison Township nel distretto di Sudbury dell'Ontario, in Canada, e fu descritta nel 1889 da Horace Lemuel Wells (1855-1924), che chiamò il minerale in onore del suo scopritore, il chimico Francis Louis Sperry (1861-1906), e della parola greca λίθος ('lithos', pietra).
Il campione tipo del minerale è conservato presso il Royal Ontario Museum in Canada e presso l'Università Yale di New Haven (Connecticut, negli Stati Uniti) con i numeri di registrazione nº 1.2950 e nº 1.5895.

## Classificazione
Nell'obsoleta, ma in parte ancora in uso 8ª edizione della sistematica minerale secondo Strunz, la sperrylite apparteneva alla divisione generale di "solfuri e solfosali con il rapporto di metallo: zolfo, selenio, tellurio < 1 : 1", dove veniva elencata insieme ad aurostibite, cattierite, changchengite, dzharkenite, erlichmanite, fukuchilite, geversite, hauerite, insizwaite, kruťaite, laurite, maslovite, mayingite, michenerite, padmaite, penroseite, pirite, testibiopalladite, trogtalite, vaesite e villamanínite con le quali formava il "gruppo della pirite" con il sistema nº II/D.17.
La 9ª edizione della sistematica minerale di Strunz, valida dal 2001 e utilizzata dall'Associazione Mineralogica Internazionale (IMA), classifica la sperrylite nella classe "2. Solfuri e solfosali" e da lì nella sottoclasse "2.E Solfuri metallici, M: S ≤ 1:2", che è ulteriormente suddivisa in modo che il minerale sia elencato nella sezione "2.EB M:S = 1:2, con Fe, Co, Ni, PGE, ecc." dove forma il sistema nº 2.EB.05.a insieme ai minerali dzharkenite, erlichmanite, fukuchilite, gaotaiite, geversite, insizwaite, kruťaite, aurostibite, cattierite, hauerite, laurite, penroseite, pirite, trogtalite, vaesite e villamanínite.
La sistematica dei minerali secondo Dana classifica anche la Sperrylite nella classe dei "solfuri e solfosali" e lì nella divisione dei "minerali solfuro", dove appartiene anche al "Gruppo Pirite (Isometrico: Pa3)" con il sistema nº 02.12.01 nell'ambito della suddivisione "Solfuri - compresi selenuri e telluridi - con composizione AmBnXp, con (m+n):p=1:2".

## Abito cristallino
La sperrylite cristallizza nel sistema cubico nel gruppo spaziale Pa3 (gruppo nº 205) con il parametro del reticolo a = 5,97 Å e 4 unità di formula per cella unitaria.

## Proprietà
La sperrylite è molto stabile contro gli acidi e non viene attaccata da essi.
Con una durezza Mohs da 6 a 7, la sperrylite è uno dei minerali da medio-duri a duri, il che significa che può essere quasi incisa con una lima d'acciaio, ma può anche graffiare il semplice vetro della finestra.

## Origine e giacitura
La sperrylite rinviene generalmente sotto forma di microcristalli disseminati nelle fenditure, sono comuni anche cristalli di alcuni millimetri di lunghezza.
La sperrylite è presente in quantità commerciali nei giacimenti di Talnakh (Russia) costituiti da neck diabasici ritenuti possibili condotti vulcanici delle effusioni basaltiche dei trappi siberiani, datate al limite Permiano-Triassico. Questi giacimenti sono estesi per circa 3 km2 e hanno uno spessore medio di 20 m.
La sperrylite è il minerale di platino più diffuso ed è il minerale di arseniuro più resistente alle intemperie in qualsiasi tipo di giacimento di platino, ma anche nelle rocce ultrabasiche contenenti cromite. Lì entra in paragenesi con molti altri minerali come la leadamalgam, bornite, calcopirite, cooperite, cubanite, danbaite, galena, gersdorffite, oro, ilmenite, iridosmina, kotulskite, laurite, linnaeite, magnetite, merenskyite, millerite, niggliite, oltre che omeiite, pentlandite, platino nativo, pirite, pirrotite, sfalerite, stibnite, sudburyite, testibiopalladite e violarite.
Nel complesso, tuttavia, la sperrylite è una formazione minerale piuttosto rara, il che significa che può essere abbondante in vari siti, ma per il resto non è molto comune. A partire dal 2013 sono noti circa 260 siti. Oltre alla sua località tipo "Vermilion Mine", il minerale è stato trovato in molte altre miniere in Canada nel distretto di Sudbury, nel distretto di Rainy River, nel distretto di Thunder Bay e nel distretto di Timiskaming in Ontario, nonché in diverse miniere nella Columbia Britannica e nel Québec. Singoli siti sono noti anche in altri Stati del Canada.
In Italia la sperrylite è stata rinvenuta in Val Masino (in Lombardia) e a Scopello (in Piemonte).
In Germania, la sperrylite è stata trovata solo vicino a Wittichen e Todtmoos nel Baden-Württemberg, nei saponi minerali pesanti del Danubio vicino a Straubing in Baviera e nel giacimento di minerali di nichel a Hornsberg vicino a Äussermittelsohland in Sassonia.
L'unica località conosciuta in Austria è Kraubath an der Mur nella provincia della Stiria, e in Svizzera il minerale è stato rinvenuto solo dalla Turtmanntal.
Il giacimento di Cu-Ni di Talnakh vicino a Noril'sk sulla penisola del Tajmyr nella Siberia orientale (in Russia), dove si trovano i cristalli meglio sviluppati e più grandi con un diametro di circa cinque centimetri, è particolarmente noto per i suoi straordinari ritrovamenti di sperrylite. Cristalli di dimensioni fino a circa quattro centimetri sono stati trovati nella "Tweefontein Farm" vicino a Mokopane nel complesso orientale di Bushveld (provincia del Limpopo) in Sudafrica.
Altre località includono Albania, Argentina, Australia, Botswana, Brasile, Bulgaria, Cina, Repubblica Ceca, Ecuador, Finlandia, Grecia, Groenlandia, India, Indonesia, Italia, Giappone, Madagascar, Marocco, Mongolia, Nuova Caledonia, Nuova Zelanda, Norvegia, Russia, Svezia, Spagna, Sud Africa, Ucraina, Regno Unito (UK), Stati Uniti d'America (Stati Uniti) e Vietnam.

## Utilizzi
La sperrylite è un importante minerale di platino in quanto principale vettore del contenuto di platino (max. 56,56%) di molti depositi di "ghiaia magnetica di nichel" (aggregato di adesione di pirrotite e pentlandite).

## Forma in cui si presenta in natura
La sperrylite di solito sviluppa complesse combinazioni di cristalli cubici, deformati in ottaedri, lunghi eccezionalmente fino a 4 cm. ma si presenta anche sotto forma di aggregati minerali massicci. Il minerale è opaco anche in strati sottili e le superfici dei cristalli bianco stagno mostrano una forte lucentezza metallica. Sulla mattonella di prova, il colore dello striscio della sperrylite è nero.